# Mišmar ha-Šaron
Mišmar ha-Šaron (hebrejsky הָמִשְׁמַר הַשָּׁרוֹן, doslova „Stráž Šaronu“, v oficiálním přepisu do angličtiny Mishmar HaSharon) je vesnice typu kibuc v Izraeli, v Centrálním distriktu, v Oblastní radě Emek Chefer.

## Geografie
Leží v nadmořské výšce 22 metrů v hustě osídlené a zemědělsky intenzivně využívané pobřežní nížině respektive Šaronské planině.
Obec se nachází 5 kilometrů od břehu Středozemního moře, cca 33 kilometrů severovýchodně od centra Tel Avivu, cca 50 kilometrů jihojihozápadně od centra Haify a 9 kilometrů jižně od města Chadera. Mišmar ha-Šaron obývají Židé, přičemž osídlení v tomto regionu je etnicky převážně židovské. Spolu se sousedními vesnicemi Ma'abarot, Kfar Chajim, Hadar Am, Kfar Jedidja a Bejt Jicchak-Ša'ar Chefer vytváří souvislý severojižní pás zemědělských sídel táhnoucí se až k okraji města Netanja.
Mišmar ha-Šaron je na dopravní síť napojen pomocí dálnice číslo 4.

## Dějiny
Mišmar ha-Šaron byl založen v roce 1933. Zakladateli vesnice byla skupina Židů z Ruska, která se zformovala již roku 1924 pod názvem Mišmar (משמר) a která sestávala z deseti mužů a jedné ženy. V následujících letech pobývali na různých místech tehdejší mandátní Palestiny, zejména v Galileji. 16. června 1933 se přesunuli do zdejšího regionu. V té době skupinu tvořilo cca 85 členů. 1. září 1934 se definitivně usadili v nynější lokalitě. Šlo tehdy o bažinatou oblast sužovanou malárií a obývanou zčásti beduíny. Původní skupinu mezitím posílili další Židé původem z Polska, napojení na organizaci Gordonia.
Před rokem 1949 měl kibuc rozlohu katastrálního území 619 dunamů (0,619 kilometru čtverečního).
Místní ekonomika je založena na zemědělství. V 50. letech 20. století byl tento kibuc jedním z prvních v Izraeli, který se začal zaměřovat na pěstování květin. Výrazná byla i specializace na pěstování avokáda. V obci funguje velká pekárna, která zásobuje pečivem okolní region. V roce 1996 pekárna vyhořela a byla pak obnovena. Od roku 2005 prošel kibuc privatizací a zbavil se většiny kolektivních prvků v hospodaření.
Kibuc Mišmar ha-Šaron je rodištěm bývalého izraelského premiéra Ehuda Baraka.

## Demografie
Podle údajů z roku 2014 tvořili naprostou většinu obyvatel v Mišmar ha-Šaron Židé (včetně statistické kategorie "ostatní", která zahrnuje nearabské obyvatele židovského původu ale bez formální příslušnosti k židovskému náboženství).
Jde o menší sídlo vesnického typu s dlouhodobě mírně rostoucí populací. K 31. prosinci 2014 zde žilo 542 lidí. Během roku 2014 populace stoupla o 3,6 %.
| Rok            | 1948 | 1961 | 1972 | 1983 | 1995 | 2001 | 2003 | 2004 | 2005 | 2006 | 2007 | 2008 | 2009 | 2010 | 2011 | 2012 | 2013 | 2014 |
| -------------- | ---- | ---- | ---- | ---- | ---- | ---- | ---- | ---- | ---- | ---- | ---- | ---- | ---- | ---- | ---- | ---- | ---- | ---- |
| Počet obyvatel | 445  | 445  | 395  | 495  | 453  | 445  | 450  | 459  | 461  | 459  | 453  | 456  | 435  | 449  | 487  | 505  | 523  | 542  |